# 다나카 고지
다나카 고지(일본어: 田中 孝司, 1955년 11월 2일 ~ )는 일본의 전 축구 선수이다.

## 국가대표팀 경력
그는 1982년 7월 15일 루마니아과의 경기에서 일본 국가대표팀에 데뷔했다. 1982년 아시안 게임에도 출전했다. 그는 1984년까지 국제 A매치 통산 20경기에 출전, 3득점을 넣었다.

## 통계
| 일본 | 일본 | 일본 |
| 연도 | 출전 | 득점 |
| ---- | ---- | ---- |
| 1982 | 6    | 0    |
| 1983 | 8    | 3    |
| 1984 | 6    | 0    |
| 통산 | 20   | 3    |